# 168 Sibylla
168 Sibylla (o, semplicemente, Sibilla) è un grande asteroide della fascia principale, in orbita attorno al Sole; venne scoperto il 28 settembre 1876 dall'astronomo canadese James Craig Watson.
Per i suoi parametri orbitali, Sibilla è comunemente considerato un membro della famiglia di asteroidi Cibele.
La superficie dell'asteroide è particolarmente scura; esso si compone probabilmente di materiale carbonaceo.